# Namontia humilicrus
Namontia humilicrus är en insektsart som beskrevs av Marius Descamps 1964. Namontia humilicrus ingår i släktet Namontia och familjen Euschmidtiidae. Inga underarter finns listade i Catalogue of Life.